# 厚瓣短蕊茶
厚瓣短蕊茶（学名：Camellia crassipetala）是山茶科山茶属的植物。分布在中国大陆的云南等地，生长于海拔2,700米的地区，常生于常绿林，目前尚未由人工引种栽培。